# Bonrepos-sur-Aussonnelle
Bonrepos-sur-Aussonnelle este o comună în departamentul Haute-Garonne din sudul Franței. În 2009 avea o populație de 844 de locuitori.

## Evoluția populației
| An        | 1975 | 1982 | 1990 | 1999 | 2006 | 2009 |
| --------- | ---- | ---- | ---- | ---- | ---- | ---- |
| Populație | 193  | 319  | 510  | 579  | 762  | 844  |